# Симанов, Илья Иванович
Илья́ Ива́нович Сима́нов (10 [22] сентября 1850, Екатеринбург, Пермская губерния — не ранее 1919) — екатеринбургский купец и городской голова в 1884—1894 годах (два срока подряд). С 1884 года пожизненный член Уральского общества любителей естествознания.

## Биография
Родился в семье чердынского купца третьей гильдии Ивана Трофимовича Симанова, в 1849 году перебравшегося в Екатеринбург и женившегося на дочери екатеринбургского купца Евдокии Арсентьевне Телегиной.
Илья с детства был погружён в торговые дела своей семьи. Он даже не закончил полный курс гимназии, начал помогать серьёзно заболевшему отцу. С самых ранних лет был общественно активным. В 1876 году был избран гласным (депутатом) Екатеринбургского уездного и Пермского губернского земств. В 1879 году стал старостой Покровской церкви мужской гимназии.
В 1879 году унаследовал торговлю отца, в том числе мельницу в деревне Фомино. Мельница была куплена его отцом в 1874 году и перестроена. В дальнейшие годы уже Илья Иванович усовершенствовал производство, в том числе установил две гидротурбины Жонваля.
В 1880 году избран гласным Городской думы. В 1883 году за деятельность на посту старосты гимназической церкви был награждён золотой медалью «За усердие» на Станиславской ленте.

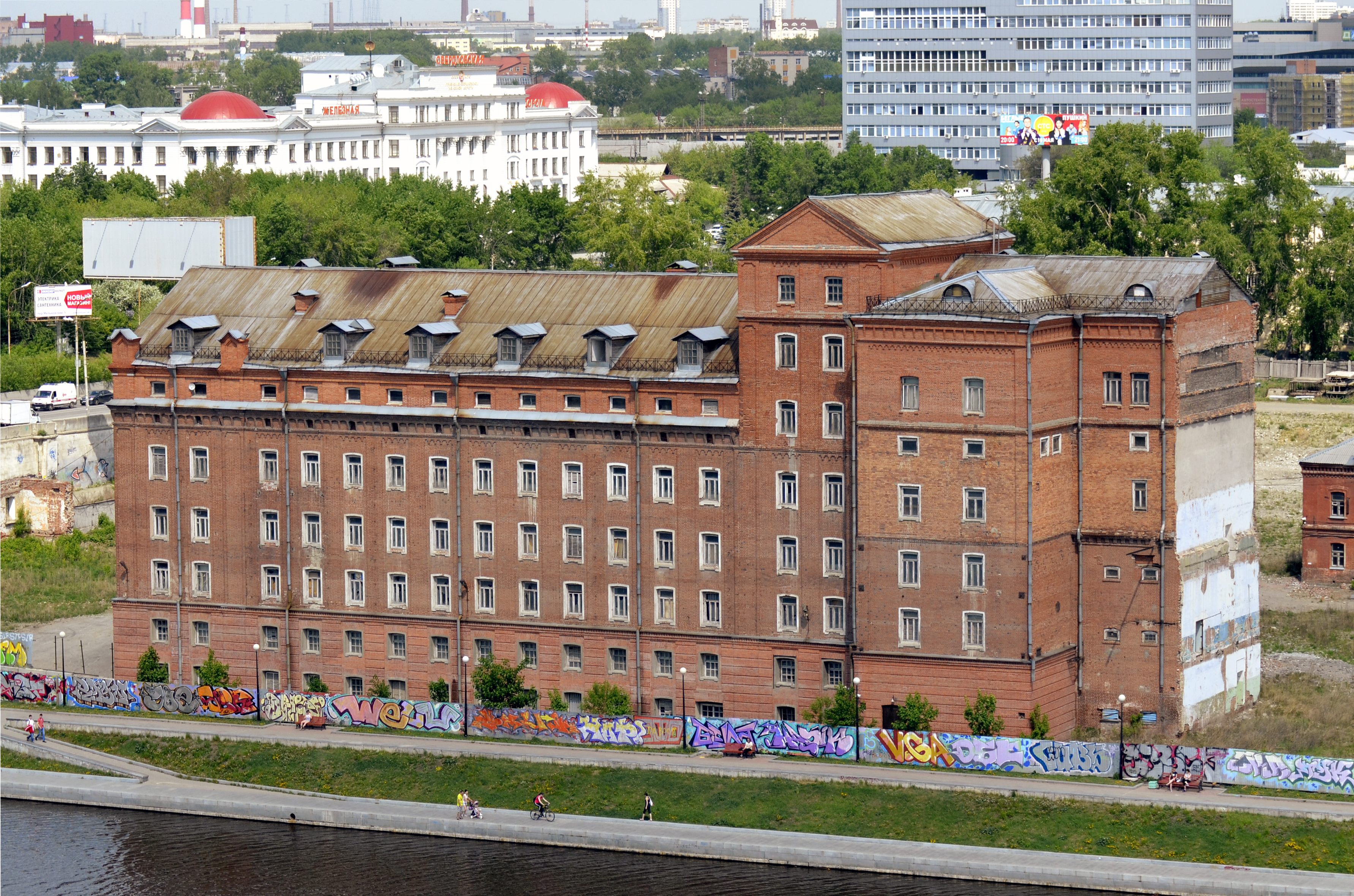
Симановская мельница

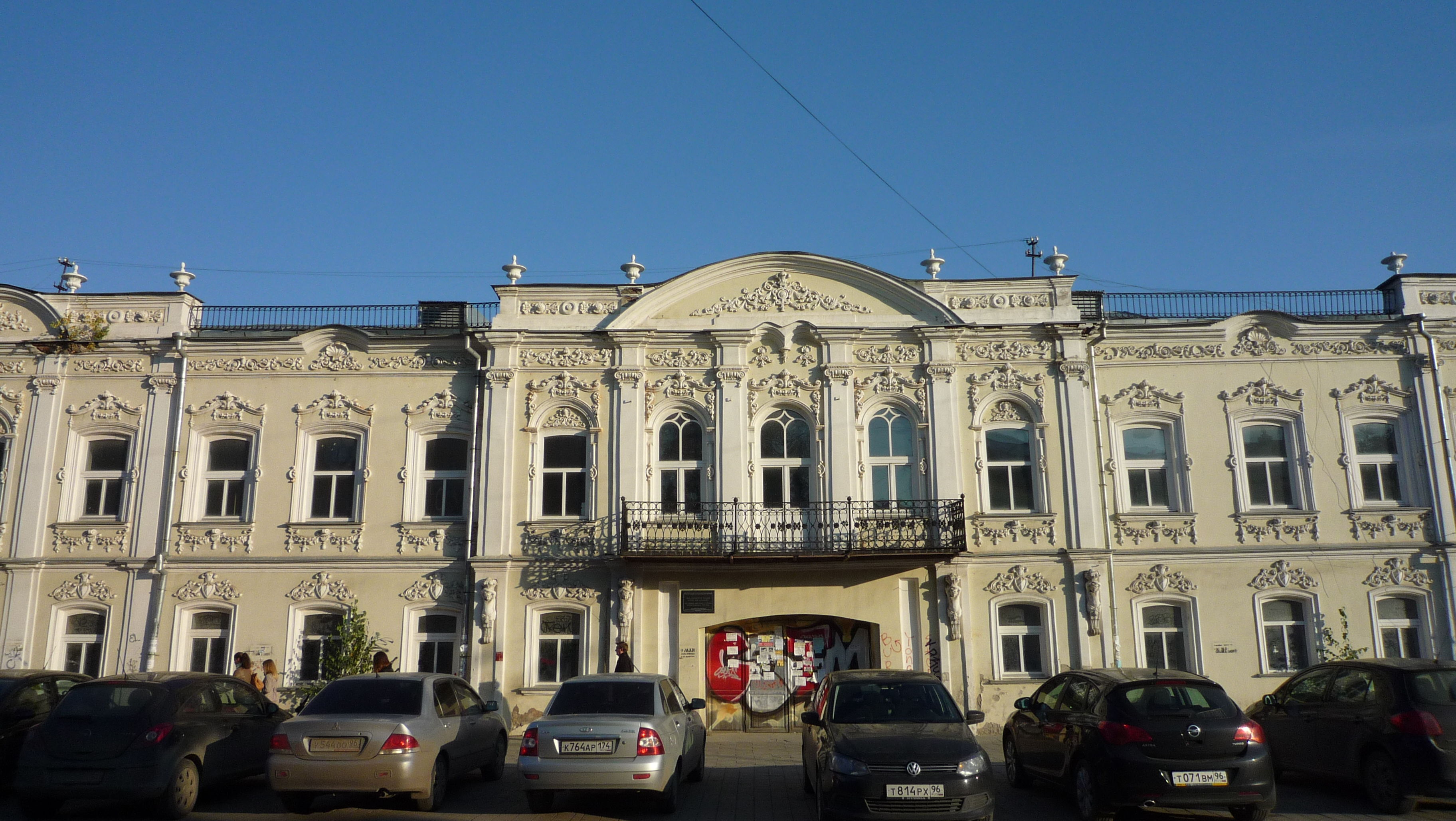
Дом городского главы И. И. Симанова в Екатеринбурге, ул. Попова, 4 (памятник архитектуры)

В 1884 году Симанов построил в Екатеринбурге Ивановскую паровую крупчатную мельницу, ставшую первым крупным зерноперерабатывающим предприятием на Урале.
В этом же году был избран городским головой. На этом посту организовал масштабное благоустройства города в 1884—1888 годах. Начал строительство мостовых на центральных улицах, начал телефонизацию.
Инициировал проведение в Екатеринбурге Сибирско-Уральской научно-промышленной выставки (1887). На выставке получил высшую награду — золотую медаль имени государя наследника-цесаревича «за отличное приготовление крупчатной муки и применение усовершенствованных мельничных механизмов».
И. И. Симанов был инициатором проведения второй городской переписи Екатеринбурга (1887), давшей значительный статистический материал. Организатор и автор-составитель книги-справочника «Город Екатеринбург. 1889 год» об истории города, его жителях, домах и имуществе объёмом свыше 1000 страниц. Он контактировал в последующие года с Яковом Георгиевичем Борисовым в качестве народного представителя от партии по реструктуризации города.
С 1889—1900 годов получал от своей предпринимательской деятельности большие доходы, но при этом много и жертвовал на нужды города, был щедрым благотворителем, искренне любящим свой город и его окрестности. Построил недалеко от своей мельницы дачу на берегу городского пруда, сейчас на этом месте Дворец игровых видов спорта.
В 1892 году губернатором Пермской области был назначен П. Г. Погодин, считавший городского голову Симанова и городскую думу слишком независимыми.
В 1894 году под нажимом губернской администрации Илья Иванович отказался баллотироваться в третий раз на пост городского головы, но продолжал работу в городской думе в качестве гласного, одновременно активно занимался благотворительной деятельностью.
В 1904 году был обвинён в умышленном банкротстве, в 1907 году — признан виновным: лишён наград, званий, имущество было распродано с торгов.
В 1913—1918 годах работал в городской управе, занимая должность заведующего городским благоустройством. В 1916 году восстановлен в правах. В 1918—1919 годах участвовал в выборах в думу. В июле 1919 году в разгар Гражданской войны был вынужден покинуть Екатеринбург. О дальнейшей судьбе бывшего городского головы ничего не известно. У И. И. Симанова и его супруги Лидии Вячеславовны (урождённой Всеволодовой) было трое детей: Александр (ум. 1895), Зинаида, Клавдия.
Имел золотые нашейные медали: на Станиславской ленте (1883), на Аннинской ленте (1886), на Александровской ленте (1890), на Владимирской ленте (1890), на Андреевской ленте (1896), а также орд. Св. Станислава 3 ст. (1903), Св. Анны 3 ст. (1903).